# چک صخره‌ای تاج‌سفید
چک صخره‌ای تاج‌سفید (نام علمی: Thamnolaea coronata) گونه‌ای از خانواده مگس‌گیران جهان کهن (Muscicapidae) است که در زیستگاه‌های صخره‌ای در بیشتر بخش غربی جنوب صحرای آفریقا دیده می‌شود.
چک صخره‌ای تاج‌سفید در تک‌صخره‌ها، پرتگاه‌ها و برجستگی‌های ساوانا یافت می‌شود.
معمولاً به صورت جفتی دیده می‌شود. اغلب به آرامی دم خود را بالا و پایین می‌برد، در حالی که آن را به صورت عمودی به پشت پرنده بالا می‌برد.